# Севілья-ла-Нуева
Севілья-ла-Нуева (ісп. Sevilla la Nueva) — муніципалітет в Іспанії, у складі автономної спільноти Мадрид. Населення — 8578 осіб (2010).
Муніципалітет розташований на відстані близько 28 км на захід від Мадрида.
На території муніципалітету розташовані такі населені пункти: (дані про населення за 2010 рік)
- Лос-Кортіхос: 296 осіб
- Лос-Манантіалес: 1117 осіб
- Севілья-ла-Нуева: 7140 осіб
- Вальделагуа: 25 осіб

## Демографія
Динаміка населення (INE ):

## Галерея зображень

Розташування муніципалітету у автономній спільноті Мадрид